# Eirodziesma 2000
La prima edizione di Eirodziesma è stata organizzata dal canale televisivo lettone Latvijas Televīzija (LTV) per selezionare il rappresentante nazionale all'Eurovision Song Contest 2000 a Stoccolma, in Svezia.
I vincitori sono stati i Brainstorm con My Star.

## Organizzazione
In seguito alla dissoluzione dell'Unione Sovietica, le emittenti pubbliche di Stato, Latvijas Televīzija (LTV) e Latvijas Radio (LR), sono entrate a far parte dell'Unione Europea di Radiodiffusione (UER) il 1º gennaio 1993. La Lettonia aveva inizialmente pianificato un debutto all'Eurovision Song Contest nel 1993 e nel 1999, ma in entrambe le occasioni l'emittente ha ritirato la candidatura per motivi economici.
Nel dicembre 1999, LTV ha confermato la partecipazione all'Eurovision Song Contest 2000, annunciando inoltre l'organizzazione di una selezione nazionale, denominata Eirodziesma, per determinare il primo rappresentante nazionale.
L'evento, presentato da Dita Torstere, si è svolto in un'unica serata da 10 partecipanti dove il voto combinato della giuria d'esperti del televoto, con un peso rispettivamente del 93% e del 7% sul risultato, ha decretato il vincitore.

## Giurie
Le giuria d'esperti, suddivisa in quattro gruppi tematici, è stata composta da:
Musicisti
- Ainars Mielavs, musicista
- Boriss Rezņiks, produttore discografico
- Gatis Gaujenieks, ingegnere del suono
- Uldis Marhilēvičs, musicista

Mass Media
- Ēriks Niedra, conduttore radiofonico per Easy FM
- Ivo Baumanis, giornalista del Biznes & Baltiya
- Uģis Polis, conduttore radiofonico per Super FM

Internazionale
- Kato Martins Hansen, presidente di OGAE Norvegia
- Milan Markes, produttore
- Munro Forbes, consulente di produzione televisiva
- Quentin Elias, cantante e modello

Cultura
- Ineta Ķirse, coreografo
- Rolands Tjarve, direttore generale di LTV
- Vija Virtmane, direttore del Dipartimento per le Politiche Culturali del Ministero della cultura Lettone

## Partecipanti e risultati
LTV ha aperto la possibilità di inviare proposte per la competizione, con la condizione che gli artisti partecipanti fossero cittadini lettoni. Delle 67 proposte provenienti da 14 artisti candidati, una giuria ha quindi selezionato i 12 finalisti per la finale televisiva. Due canzoni sono state successivamente escluse prima della competizione: il brano Baltā dziesma, interpretato da Gunārs Kalniņš, è stato ritirato dalla competizione su richiesta dei compositori del pezzo (Raimonds Pauls e Guntars Račs), mentre Yana Kay, selezionata a competere con tre brani durante la selezione, ha annunciato di aver ritirato una delle sue proposte dopo una discussione con l'emittente LTV.
La finale si è tenuta il 26 febbraio 2000 presso gli studi televisivi LTV ed è stata presentata da Dita Torstere. Durante la serata si sono esibiti come ospiti Feliks Kigelis, Linga, Liga Robezniece e il francese Quentin Elias.
I Brainstorm sono stati proclamati vincitori trionfando sia nel televoto che nel voto della giuria.
| #  | Artista                                       | Titolo                | Punteggio | Punteggio | Punteggio | Punteggio | Posizione |
| #  | Artista                                       | Titolo                | Giuria    | Televoto  | Televoto  | Totale    | Posizione |
| -- | --------------------------------------------- | --------------------- | --------- | --------- | --------- | --------- | --------- |
| 1  | Marija Naumova                                | For You My Friends    | 106       | 95        | 8         | 114       | 2         |
| 2  | Yana Kay                                      | Waterfall             | 80        | 6         | 1         | 81        | 6         |
| 3  | Jānis Stībelis                                | I Will Return         | 58        | 31        | 4         | 62        | 8         |
| 4  | Dace Pūce, Aigars Grāvers & Arnis Heidermanis | Tāda zeme             | 62        | 37        | 5         | 67        | 7         |
| 5  | Arnis Mednis                                  | Everyday in Circle    | 75        | 53        | 7         | 82        | 5         |
| 6  | Madara Celma                                  | Close to You          | 47        | 18        | 2         | 49        | 10        |
| 7  | Brainstorm                                    | My Star               | 135       | 227       | 12        | 147       | 1         |
| 8  | Linda Leen                                    | Let's Go Insane       | 102       | 55        | 6         | 108       | 4         |
| 9  | Agnese                                        | Knowing Love and Loss | 48        | 15        | 3         | 51        | 9         |
| 10 | Yana Kay                                      | Set My Heart on Fire  | 99        | 202       | 10        | 109       | 3         |